# Rio Brezoaia
O Rio Brezoaia é um rio da Romênia afluente do Rio Oituz, localizado no distrito de Bacău.